# Национальный университет «Львовская политехника»
Национальный университет «Львовская политехника» (укр. Національний університет «Львівська політехніка») — высшее учебное заведение, расположенное во Львове. Основанное 7 марта 1816 года. Одно из старейших технических учебных заведений Восточной Европы 
и Украины.

## История
7 марта 1816 года во Львове открыта Цисарско-королевская реальная школа. Содержали техническую школу за средства нововведенного местного промышленного налога. В учебных планах Реальной школы основную роль отвели предметам естественно-математического цикла, чертежу, рисунку и изучению новых современных языков. Реальной школы во Львове, которая вскоре стала признанным научно-интеллектуальным и образовательным центром, центром национальной культуры, свободы и демократического развития. Учебный процесс в Реальной школе осуществлялся на основе немецких образовательных программ, приспособленных к местным требованиям. Реальная школа разместилась в доме под номером 20 на тогдашней улице Пекарской (ныне — улица Армянская).
В 1825 году, по декрету австрийского императора Франца I, трехклассное Цисарско-королевское училище было реорганизовано в Цисарско-королевское училище технических наук и торговли. 1835 Училище технических наук и торговли превратили в Цисарско-королевскую реально-торговую академию во Львове. Здесь в 1841 году был открыт технический факультет.
В 1844 году, в доме Даровского, что на нынешней улице Армянской, 2 открыли Цисарско-королевскую техническую академию с техническим и торговым отделами (факультетами). Она была одной из первых академических технических школ в Европе и первой на Украине. Проект здания химической лаборатории академии выполнил известный львовский архитектор Юлиан Захаревич. Тогда же академия была переименована в Политехническую Школу (нем. Polytechnische Schule) и включена в академические школы Австро-Венгрии.
В 1872 году австрийское правительство приняло решение о строительстве нового дома для Технической академии на месте бывших садов графини Фредро рядом с ул. Новый Свет (ныне ул. Бандеры). 12 апреля этого же года львовский магистрат утвердил разрешение на строительство дома.
В 1880 году школу посещает император Австро-Венгрии Франц Иосиф I, заказывая при этом у Яна Матейко 11 полотен, символизирующих технический прогресс. В настоящее время полотна находятся в актовом зале главного корпуса университета.
Во время первой мировой войны Политехника, как и другие высшие учебные заведения Львова, недействовала. В ее главном корпусе разместился австрийский военный госпиталь. Из-за отсутствия в городе дров для отопления в это время сожжено почти все деревянное оборудование аудиторий. Также пострадало внутреннее устройство залов и музейные коллекции. В ноябре 1918 года во время польско-украинской войны здесь разместился главный госпиталь польского войска во Львове.
После завершения боев были восстановлены фасады корпуса и устроено центральное отопление дома, частично перепланировано здание и изменена функция части помещений. Коридоры приобрели современный вид: у лестницы с целью противопожарной безопасности были установлены перегородки с застекленными дверями. Эти и некоторые другие изменения привели к определенному затмению интерьеров. С 1921 года заведение называлось Львовской политехникой (пол. Politechnika Lwowska), а с 1939 года — Львовским политехническим институтом.
В 1941 году немецкие оккупационные войска расстреляли польских профессоров университета. Во время Второй мировой войны в университете размещался немецкий военный госпиталь. 
В июне 1993 года за год до празднования своего 150-летнего юбилея Львовский политехнический институт получил самый высокий — четвертый — уровень аккредитации, статус университета и название Государственный университет «Львовская политехника». В 2000 году политехника получила статус национального университета. 8 июля 2009 года Кабинет Министров Украины на своем заседании предоставил Национальному университету «Львовская политехника» статус самоуправляющегося (автономного) исследовательского национального высшего учебного заведения. 

## Институты
- Институт прикладной математики и фундаментальных наук
- Институт архитектуры
- Институт гуманитарных и социальных наук
- Институт геодезии
- Институт строительства и инженерии среды
- Институт энергетики и систем управления
- Институт инженерной механики и транспорта
- Институт химии и химических технологий
- Институт телекоммуникаций, электроники и электронной техники
- Институт компьютерных технологий, автоматики и метрологии
- Институт компьютерных наук и информационных технологий
- Институт экономики и менеджмента
- Институт дистанционного обучения
- Военный институт
- Международный институт образования, культуры и связи с диаспорой
- Институт последипломного образования

## Рейтинги
В 2014 году агентство «Эксперт РА» присвоило вузу рейтинговый класс «С» означающий «высокий уровень» подготовки выпускников.

## Ректоры
- 1872—1874 Феликс Стшелецкий
- 1874—1875, 1880—1881, 1890—1891 Ян Непомуцен Франке
- 1875—1876 Кароль Машковский
- 1876—1877, 1882—1883, 1889—1890 Август Фройнд
- 1877—1878, 1881—1882 Юлиан Захаревич
- 1888—1889, 1898—1899 Густав Бизанц
- 1891—1892 Кароль Скибинский
- 1893—1894 Плацид Дзивинский
- 1894—1895, 1910—1911 Максимилиан Тулье
- 1896—1897 Мечислав Лазарский
- 1897—1898 Роман Гостковский
- 1900—1901, 1908—1909 Стефан Ниментовский
- 1901—1902 Роман Дзеслевский
- 1902—1903 Тадеуш Фидлер
- 1903—1904 Станислав Кемпинский
- 1904—1905 Леон Сирочинский
- 1905—1906 Северин Видт
- 1906—1907 Эдгар Ковач
- 1911—1912 Тадеуш Фидлер
- 1912—1913 Эдвин Хаусвальд
- 1914—1915 Максимилиан Титус Губер
- 1916—1917 Тадеуш Обминский
- 1917—1918 Здзислав Криговский
- 1918—1919 Тадеуш Годлевский
- 1921—1922 Максимилиан Титус Губер
- 1925 Игнацы Мосцицкий
- 1926—1927 Отто Надольский
- 1927—1928 Юлиан Токарский
- 1928—1929 Казимир Зипсер
- 1929—1930 Каспар Вейгель
- 1930—1931 Казимир Бартель
- 1931—1932 Габриэль Сокольницкий
- 1932—1933 Казимир Зипсер
- 1933—1936 Отто Надольский
- 1939—1939 Антоний Верещинский
- 1939—1941 Максим Садовский
- 1943—1944 Теодор Бедефельдт
- 1944—1944 Владимир Бужинский
- 1944—1953 Стефан Ямпольский
- 1953—1963 Николай Максимович
- 1963—1971 Григорий Денисенко
- 1971—1991 Михаил Гаврилюк
- 1991—2007 Юрий Рудавский
- 2007— н.в. Юрий Бобало